# Halowe Mistrzostwa Europy w Lekkoatletyce 1986
XVII Halowe Mistrzostwa Europy odbyły się w dniach 22–23 lutego 1986 w Madrycie w hali Palacio de los Deportes.

## Wyniki zawodów

### Mężczyźni

#### Konkurencje biegowe
| konkurencja                           | złoto                              | złoto   | srebro                         | srebro  | brąz                         | brąz    |
| ------------------------------------- | ---------------------------------- | ------- | ------------------------------ | ------- | ---------------------------- | ------- |
| Bieg na 60 m (szczegóły)              | Ronald Desruelles · Belgia         | 6,61    | Steffen Bringmann · NRD        | 6,64    | Bruno Marie-Rose · Francja   | 6,65    |
| Bieg na 200 m (szczegóły)             | Linford Christie · Wielka Brytania | 21,10   | Aleksandr Jewgienjew · ZSRR    | 21,18   | Mykoła Razhonow · ZSRR       | 21,48   |
| Bieg na 400 m (szczegóły)             | Thomas Schönlebe · NRD             | 46,97   | José Alonso · Hiszpania        | 47,12   | Mathias Schersing · NRD      | 47,59   |
| Bieg na 800 m (szczegóły)             | Peter Braun · RFN                  | 1:48,96 | Colomán Trabado · Hiszpania    | 1:49,12 | Thierry Tonnellier · Francja | 1:49,51 |
| Bieg na 1500 m (szczegóły)            | José Luis González · Hiszpania     | 3:44,55 | José Luis Carreira · Hiszpania | 3:45,07 | Han Kulker · Holandia        | 3:46,46 |
| Bieg na 3000 m (szczegóły)            | Dietmar Millonig · Austria         | 7:59,08 | Stefano Mei · Włochy           | 7:59,12 | João Campos · Portugalia     | 7:59,15 |
| Bieg na 60 m przez płotki (szczegóły) | Javier Moracho · Hiszpania         | 7,67    | Daniele Fontecchio · Włochy    | 7,70    | Holger Pohland · NRD         | 7,71    |

#### Konkurencje techniczne
| konkurencja                | złoto                       | złoto    | srebro                    | srebro | brąz                                                  | brąz  |
| -------------------------- | --------------------------- | -------- | ------------------------- | ------ | ----------------------------------------------------- | ----- |
| Skok wzwyż (szczegóły)     | Dietmar Mögenburg · RFN     | 2,34     | Carlo Thränhardt · RFN    | 2,31   | Geoff Parsons · Wielka Brytania · Eddy Annys · Belgia | 2,28  |
| Skok o tyczce (szczegóły)  | Atanas Tyrew · Bułgaria     | 5,70     | Marian Kolasa · Polska    | 5,70   | Philippe Collet · Francja                             | 5,65  |
| Skok w dal (szczegóły)     | Robert Emmijan · ZSRR       | 8,32 CR  | László Szalma · Węgry     | 8,24   | Jan Leitner · Czechosłowacja                          | 8,17  |
| Trójskok (szczegóły)       | Māris Bružiks · ZSRR        | 17,54 CR | Władimir Plechanow · ZSRR | 17,21  | Béla Bakosi · Węgry                                   | 16,93 |
| Pchnięcie kulą (szczegóły) | Werner Günthör · Szwajcaria | 21,51    | Siergiej Smirnow · ZSRR   | 20,36  | Marco Montelatici · Włochy                            | 20,11 |

### Kobiety

#### Konkurencje biegowe
| konkurencja                           | złoto                         | złoto   | srebro                          | srebro  | brąz                            | brąz    |
| ------------------------------------- | ----------------------------- | ------- | ------------------------------- | ------- | ------------------------------- | ------- |
| Bieg na 60 m (szczegóły)              | Nelli Fiere-Cooman · Holandia | 7,00 WR | Marlies Göhr · NRD              | 7,08    | Silke Gladisch · NRD            | 7,14    |
| Bieg na 200 m (szczegóły)             | Marita Koch · NRD             | 22,58   | Ewa Kasprzyk · Polska           | 22,96   | Kirsten Emmelmann · NRD         | 23,28   |
| Bieg na 400 m (szczegóły)             | Sabine Busch · NRD            | 51,40   | Petra Müller · NRD              | 51,59   | Ann-Louise Skoglund · Szwecja   | 52,40   |
| Bieg na 800 m (szczegóły)             | Sigrun Ludwigs · NRD          | 1:59,89 | Cristieana Matei · Rumunia      | 2:01,54 | Slobodanka Čolović · Jugosławia | 2:03,28 |
| Bieg na 1500 m (szczegóły)            | Swietłana Kitowa · ZSRR       | 4:14,25 | Tatjana Lebonda · ZSRR          | 4:14,46 | Mitica Junghiatu · Rumunia      | 4:15,00 |
| Bieg na 3000 m (szczegóły)            | Ines Bibernell · NRD          | 8:54,52 | Yvonne Murray · Wielka Brytania | 9:01,31 | Regina Čistiakova · ZSRR        | 9:01,72 |
| Bieg na 60 m przez płotki (szczegóły) | Cornelia Oschkenat · NRD      | 7,79    | Anne Piquereau · Francja        | 7,89    | Kerstin Knabe · NRD             | 7,90    |

#### Konkurencje techniczne
| konkurencja                | złoto                 | złoto   | srebro              | srebro | brąz                     | brąz  |
| -------------------------- | --------------------- | ------- | ------------------- | ------ | ------------------------ | ----- |
| Skok wzwyż (szczegóły)     | Andrea Bienias · NRD  | 1,97    | Gabriele Günz · NRD | 1,94   | Łarisa Kosicyna · ZSRR   | 1,94  |
| Skok w dal (szczegóły)     | Heike Drechsler · NRD | 7,18 CR | Helga Radtke · NRD  | 6,94   | Ołena Kokonowa · ZSRR    | 6,90  |
| Pchnięcie kulą (szczegóły) | Claudia Losch · RFN   | 20,48   | Heidi Krieger · NRD | 20,21  | Mihaela Loghin · Rumunia | 19,07 |

## Klasyfikacja medalowa
| Miejsce | Państwo         | Złoto | Srebro | Brąz | Razem |
| ------- | --------------- | ----- | ------ | ---- | ----- |
| 1.      | NRD             | 8     | 6      | 5    | 19    |
| 2.      | ZSRR            | 3     | 4      | 4    | 11    |
| 3.      | RFN             | 3     | 1      | 0    | 4     |
| 4.      | Hiszpania       | 2     | 3      | 0    | 5     |
| 5.      | Wielka Brytania | 1     | 1      | 1    | 3     |
| 6.      | Belgia          | 1     | 0      | 1    | 2     |
| 6.      | Holandia        | 1     | 0      | 1    | 2     |
| 8.      | Austria         | 1     | 0      | 0    | 1     |
| 8.      | Bułgaria        | 1     | 0      | 0    | 1     |
| 8.      | Szwajcaria      | 1     | 0      | 0    | 1     |
| 11.     | Włochy          | 0     | 2      | 1    | 3     |
| 12.     | Polska          | 0     | 2      | 0    | 2     |
| 13.     | Francja         | 0     | 1      | 3    | 4     |
| 14.     | Rumunia         | 0     | 1      | 2    | 3     |
| 15.     | Węgry           | 0     | 1      | 1    | 2     |
| 16.     | Czechosłowacja  | 0     | 0      | 1    | 1     |
| 16.     | Jugosławia      | 0     | 0      | 1    | 1     |
| 16.     | Portugalia      | 0     | 0      | 1    | 1     |
| 16.     | Szwecja         | 0     | 0      | 1    | 1     |
| Razem   | Razem           | 22    | 22     | 23   | 67    |

## Objaśnienia skrótów
- WR – rekord świata
- CR – rekord mistrzostw Europy